# クロスレシオトランスミッション
クロスレシオトランスミッション（英: Close-ratio transmission）とは自動車などのトランスミッションのうち、それぞれのギアのギア比の差が比較的近いものを指す。
対義語として、ギア比の差が比較的離れたものはワイドレシオトランスミッション（英: Wide-ratio transmission）と呼ばれる。
ギア比の差がどの程度まで近いものを指すかについて絶対的な基準はなく相対的な表現であるが、エンジンのパワーバンド、トルクバンドを外さずに変速できるものを指すことが多い。
また、搭載されるすべての変速段のギア比を近づけるのではなく、部分的に接近させたものもある。
日本語ではクロスミッションと略称されることが多い。クロスとカナ表記される語として「交差」の意味の cross があるが、ここでのクロスは「近い」の意味の close である。close は「クロース」とカナ表記されることが多いが、ここではクロスと表記されている。英語の発音は、英国英語では klóʊs、 米国英語では klˈəʊs となり、 o は二重母音である。

## 概要
クロスレシオトランスミッションは変速段の間でギア比の差を小さく（ギア比を近く）して、変速前後のエンジンの回転速度（回転数）の変化を小さくする。エンジンの回転速度には比較的出力を得やすい範囲があり、これを「パワーバンド」あるいは「トルクバンド」と呼ぶ。小排気量エンジンなどのようにパワーバンドが狭いエンジンでは、パワーバンドが広いエンジンに比べると変速前後の回転速度の変化をより小さくする必要があるため、よりクロスなトランスミッションが組み合わされる。あるいは、自動車競技などではパワーバンドの中でも特に出力が得られる狭い範囲の回転速度域を利用するためにクロスレシオトランスミッションが利用され、市販車でもモータースポーツベース車などには、ほかのグレードよりもクロスしたトランスミッションが標準搭載される場合がある。
全段をクロスにした場合は最低段と最高段のギア比の差が小さく、同じ変速段数のワイドレシオトランスミッションと比較するとギア比の選択幅が狭い。最終減速比なども含めて全体的なギア比（オーバーオールギアレシオ）が低い駆動系におけるクロスレシオトランスミッションは最高速度と巡航速度が低くなり、高速走行時にはエンジンの回転速度が高く、騒音や燃費が悪化する。全体的にギア比が高い駆動系のクロスレシオトランスミッションは発進時や低速走行時にパワーバンドを利用しにくい。
したがって、市販車では全段クロスレシオとすることが難しく、オーバードライブギアやトップギアと1段ないし2段低いギアの間をワイドレシオとする、小排気量の欧州車のようにキャンピングトレーラーの牽引を考慮して、発進・加速用に1 - 2速間、巡航・追い越し用に3 - 4速間をクロスとし、2 - 3速間のみワイドとする、レーシングカーで2速以上をクロスとし、発進専用とした1速との間をワイドとする、などの手法がとられる。
市販車から改造する場合はトップギア（4速など）が1:1で固定となっているため変更できず、オーバートップ（5速など）のギア比を低くする手法がとられる。このため、ギア操作の方法が変わってしまう問題もある。この場合５速のポジションを3.5等と表示する場合もある。このギア操作の順序が変則的になる理由として操作性を上げるためと説明するが誤りである。また、ポジションがクロス(cross、交差)しているためクロスギアと説明されることがあるが誤りである。ここでのクロスはclose（近い）である。

## 参考リンク
- 【意外と知らない】スポーツカー乗りが言う「クロスミッション」って何？ WEB CARTOP
- 「クロスレシオってなに?」Web CG